# Greenfield (Massachusetts)
Pour les articles homonymes, voir Greenfield.
La ville de Greenfield est le siège du comté de Franklin, situé dans l’État du Massachusetts, aux États-Unis. Lors du recensement de 2010, sa population s’élevait à 17 456 habitants.

## Galerie photographique

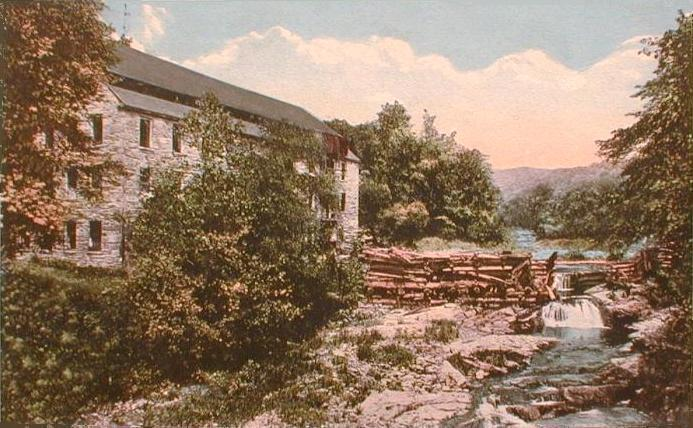
Old Stone Mill c. 1920
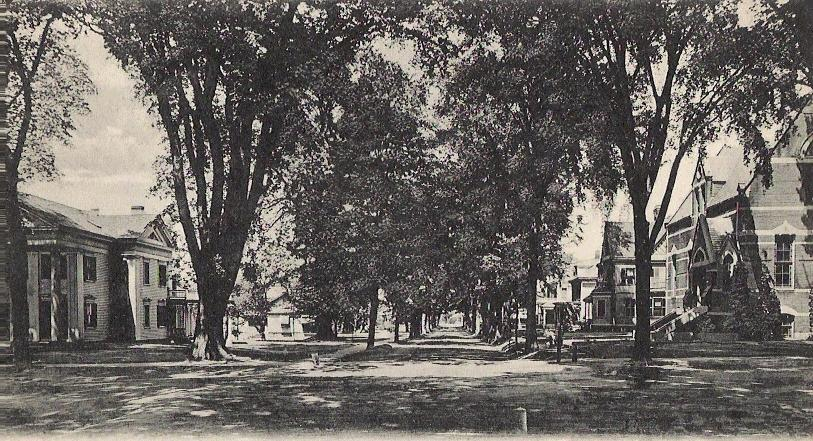
Franklin Street en 1906
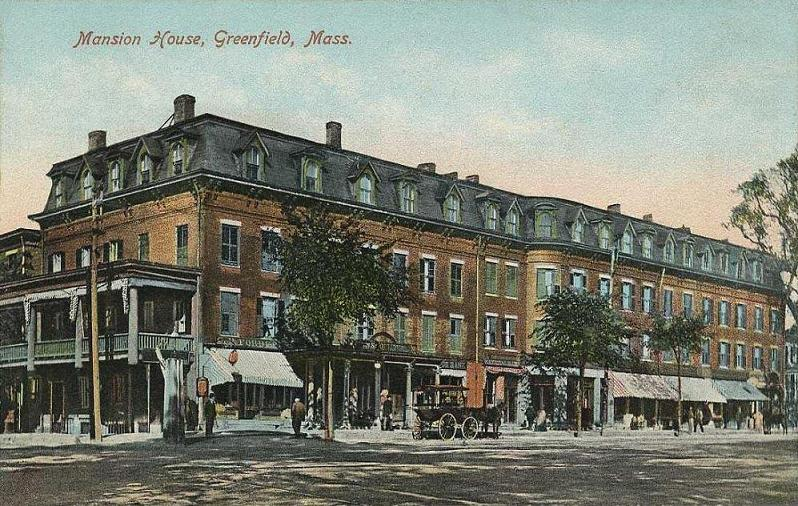
Mansion House c. 1908

## Source
- (en) Cet article est partiellement ou en totalité issu de l’article de Wikipédia en anglais intitulé « Greenfield, Massachusetts » (voir la liste des auteurs).